# Benno Malfèr
Benno Malfèr OSB (Taufname Christian; * 20. Dezember 1946 in Bozen-Gries, Südtirol; † 28. August 2017 in Bozen) war ein italienischer Benediktinermönch. Seit 1991 war er Abt der Abtei Muri-Gries bei Bozen.

## Leben
Malfèr wuchs in Gries auf und besuchte das Franziskanergymnasium Bozen, wo er 1965 die Matura erlangte. 1966 legte er im Benediktinerkloster Muri-Gries die Profess ab und empfing 1971 die Priesterweihe. Ab 1975 war er Kooperator in der Pfarre St. Augustin/Gries. Sein Theologiestudium absolvierte er in München und Rom. 1978 promovierte er am Päpstlichen Athenaeum Sant’Anselmo mit einer Dissertation zur theologischen Ethik. Von 1981 bis 1991 hatte er an derselben Hochschule eine Professur für Moral- und Pastoraltheologie inne, seither einen Lehrauftrag. Er wirkte maßgeblich am Aufbau der Ehe- und Erziehungsberatung Südtirol mit und war Gründungsmitglied und Vizepräsident des gleichnamigen Vereins.
1991 wurde er als Nachfolger von Dominikus Löpfe zum Abt von Muri und Prior von Gries gewählt. Zudem war er von 1997 bis 2015 Abtpräses der Schweizerischen Benediktinerkongregation, zu welcher die Abtei Muri-Gries gehört. Von 2003 bis 2012 saß er der Salzburger Äbtekonferenz vor, anschließend wirkte er bis zu seinem Tod als Vorsitzender der Südtiroler Superiorenkonferenz.
U. a. förderte er als Abt das Krippenwesen in Südtirol, hielt enge Beziehung zum Stammsitz des Stiftes in Muri, ließ die Stiftskirche in Gries renovieren und bemühte sich um die Digitalisierung der Bibliothekskataloge der Klöster. Er war Träger des Ehrenzeichens des Landes Tirol.